# 高樹リサ
高樹 リサ（たかぎ りさ、1993年11月25日 - ）は、日本のタレント、ラジオDJである。兵庫県川西市出身。所属事務所はスターダストプロモーション。

## 来歴
中学時代からスターダストプロモーションに所属し、モデル業を中心に芸能活動を行う。
2013年、BS日テレ『それいけ!アンパンマンくらぶ』のMC、朝日放送『おはよう朝日です』のレポーターを担当。
このように、高樹はモデル以外の仕事を経験したことにより、自分にとってしゃべる仕事が向いていると感じるようになっていた折に、FM802のDJオーディションがあることを知り応募する。
2016年10月、FM802でラジオDJデビュー。以後ラジオDJとしては、関西（FM802）と東海地区（ZIP-FM）を中心に活動をしている。

## 人物
愛称のリサネムは、高樹がFM802で担当していた「LNEM~エルネム~」に由来する。以後このニックネームが、FM802やZIP-FMの他番組でも定着している。
上記の来歴の通り、モデル業からDJに転身した経歴を持つため、アナウンススクールやDJスクールなど声に関するレッスンに通った経験がない。
ナビゲーターとしてデビューする前は、川西市内のTSUTAYAで4年間アルバイトをしていた。flumpoolのベスト・アルバム『The Best 2008-2014「MONUMENT」』キャンペーンの一環として社内ディスプレイコンテストが行われ、ファースト・アルバム『What's flumpool!?』に登場する小便小僧のディスクジャケットを模したディスプレイで優勝。優勝特典としてflumpoolのメンバーが店舗を訪れ、店員だった高樹と写真撮影を行っている。
フルマラソンを何度も完走した経験がある。大阪マラソンや神戸マラソンなど、数多くのマラソン大会に出場している。
金曜日の昼は必ず「カレーハウスCoCo壱番屋」のカレーを食べるほどにカレーが好物であることを公言している。

## 出演

### 雑誌
- Hana*chu→（主婦の友社）専属モデル

### スチール
- マツダ ファミリア
- 松下電器 ホットカーペット
- ニッセン
  - カタログ
  - なかよし共和国2005年秋号
- シャディ
- 京都藤井大丸百貨店
- 阪急百貨店
- diable de nubile
- gris flanelle

### VP
- ルネマンションシリーズ　ルネ高槻
- サティ
- 大阪ガス
- ウィズグラン泉ヶ丘

### テレビドラマ
- おみやさん 第10話（テレビ朝日）楓（高校生） 役
- だんらん（関西テレビ）

### バラエティ
- ディズニータイム（2011年10月 - 2012年9月、テレビ東京）レギュラー
- ヤムヤム!こどもごはん（毎日放送）
- ちょこっとNS（読売テレビ）リポーター
- それいけ!アンパンマンくらぶ（2013年4月 - 2023年3月、BS日テレ）リサおねえさん 役（レギュラー）[9]
- ラン×スマ 街の風になれ→ラン×スマ→ランスマ倶楽部（2014年4月5日 - 、NHK BS1）ラン×スマまではレポーター[10]、2020年10月のランスマ倶楽部からはMC
- にじいろジーン（2018年1月13日、関西テレビ）「ニッポン開運福めぐり」ゲスト
- 大阪ほんわかテレビ（2020年12月18日 - 、読売テレビ）レポーター
- 本日はダイアンなり!（朝日放送）レポーター[11]

### 情報番組
- おはよう朝日土曜日です（朝日放送テレビ）リポーター

### ラジオ
FM802
- OSAKAN HOT 100（2023年4月 - ）
- ROCK KIDS 802（2020年8月 - ）
  - ROCK KIDS 802 -FRIDAY-（2020年8月 - 2023年3月）
  - ROCK KIDS 802 -SATURDAY-（2020年8月 - 2023年3月）
  - ROCK KIDS 802 -Lisa Lit Friday-（2023年4月 - ）
  - ROCK KIDS 802 -OCHIKEN Goes ON!!-（落合健太郎が休演の際に代演）
- FM802ヘッドラインニュース・ウェザーインフォメーション（主に火曜午後担当、2024年7月 - ）
- WONDER POP（2019年4月 - 2020年8月）
- LNEM 〜エルネム〜（2016年10月 - 2019年3月）

ZIP-FM
- bloomy*（月曜・火曜担当、2019年7月 - 2020年3月）
- FRIDAY MUSIC PUZZLE（2020年4月 - ）
- OVER VIEW（水曜・木曜担当、2023年4月 - 2025年3月27日）
- Midnight K-POP Diary（2025年3月31日 - ）

### CM
- 滋賀銀行
- ノーベル　サワーズグミ
- 西村ジョイ（イメージソング）
- アートプランニング　カサーレ
- 全労済 マイカー共済